# Fernanda Montenegro
Fernanda Montenegro (Rio de Janeiro, 16. listopada 1929.) je brazilska glumica. Bila je prva brazilska glumica nominirana za Oscara za ulogu Centralna stanica Brazila 1988. godine. U Brazilu je vrlo popularna kao TV-osoba na kanalu TV Globo.
Majka je glumca Fernanda Torresa i redatelja Cláudia Torresa a udata je za glumca Fernanda Torresa od 1954. godine.

## Vanjske poveznice
- IMDb profil Fernande Montenegro